# Charles G. Ferris
Charles Goadsby Ferris (* 1796 in Throgs Neck, New York; † 4. Juni 1848 in New York City) war ein US-amerikanischer Jurist und Politiker. Er vertrat in den Jahren 1834 und 1835 sowie zwischen 1841 und 1843 den Bundesstaat New York im US-Repräsentantenhaus.

## Werdegang
Charles Goadsby Ferris wurde Ende des 18. Jahrhunderts in The Homestead geboren. Er erhielt eine beschränkte Schulbildung. Dann studierte er Jura und begann nach dem Erhalt seiner Zulassung als Anwalt in New York City zu praktizieren. Ferris war in den Jahren 1832 und 1833 Mitglied im Board of Aldermen. Politisch gehörte er zu der Zeit der Jacksonian-Fraktion an. Er wurde am 1. Dezember 1834 im dritten Wahlbezirk von New York in das US-Repräsentantenhaus in Washington, D.C. gewählt, um dort die Vakanz zu füllen, die durch den Rücktritt von Dudley Selden entstand. Später schloss er sich der Demokratischen Partei an. Bei den Kongresswahlen des Jahres 1840 wurde er im dritten Wahlbezirk von New York in das US-Repräsentantenhaus wiedergewählt, wo er am 4. März 1841 die Nachfolge von Moses Hicks Grinnell, Edward Curtis, Josiah O. Hoffman und James Monroe antrat, welche zuvor zusammen den dritten Distrikt im US-Repräsentantenhaus vertreten hatten. Während der Zeit als Kongressabgeordneter war er maßgeblich dafür verantwortlich Fördermittel vom Kongress für den Bau der ersten Telegrafenleitung zu sichern. Er starb nach dem Mexikanisch-Amerikanischen Krieg am 4. Juni 1848 in New York City.